# XAMPP
XAMPP（ザンプ、シャンプ）は、ウェブアプリケーションの実行に必要な自由ソフトウェアをパッケージとしてまとめたもので、apachefriends.orgから提供されている。主として開発用あるいは学習用ではあるが、イントラネットなどにおいて実運用環境として使われることもある。読み方はザンプであるが、シャンプと読むこともある。

## 概要
Apache（Webサーバ）、MariaDB（SQLデータベースサーバ；旧バージョンはMySQL）とWebプログラミング言語であるPHPや同目的で使われるPerlの4つの主要ソフトウェアとphpMyAdminなどの管理ツール、さらにSQLiteなど、いくつかの補助的なソフトウェアとライブラリモジュールが含まれている。現在、Windows、Linux、macOS、Solarisで利用可能である。
本来、前述の複数のソフトウェアは個別にインストールする必要があり、非常に手間がかかるが、XAMPPは一括してインストールするだけで、すぐに開発や運用が開始できる。パッケージとしての特性上、個々のソフトウエアのバージョンが必ずしも最新版で揃えられてはおらず、特にドライバモジュールに古いまま更新されていないものが含まれるが、開発用・学習用としては十分といえる。
XAMPPとは別に、ほぼ同趣旨の「MAMP」がmamp.infoから提供されている。またLinuxディストリビューションのサーバー版では、ほぼ同様のソフトウェア群を同梱して「LAMP」として配布されることが多い。
また同様のWindows用サーバーソフト・インストーラーとしてVertrigoServもある。
マイクロソフトがこれらのソフトウェア群に対抗してWISPを示した。

## 名前の由来
XAMPPは以下の文字から構成されている。
- X - Windows、Linux、macOS、Solarisのクロスプラットフォーム
- A - ApacheのA
- M - MariaDB（旧バージョンはMySQL）のM
- P - PHPのP
- P - PerlのP

元々は対応OSはLinuxのみであり、その頭文字Lを付けLAMPPと称したが、後に複数のOSに対応したためLをXに変えXAMPPとなった。

## 他のRDBMSの利用
PostgreSQLについては別にサーバを用意しておけば、PHPのpg関数が有効となり容易に接続できる。FirebirdおよびInterBaseについては「php.ini」に手を加えれば、interbase関数が有効となり接続できる。Microsoft SQL Server（2005以降）については、PHPのmssql関数（PDO経由を含む）が未対応で接続できないので、ODBCの「SQL Native Client」ドライバを使ったDSNを作成しておき、そのDSN名をodbc関数のパラメータに指定すれば容易に接続できる。ただし日本語文字コードはShift-JISとなる。

## バージョン情報
| XAMPP  | Apache | MariaDB | PHP    |
| ------ | ------ | ------- | ------ |
| 8.0.0  | 2.4.46 | 10.4.17 | 8.0.0  |
| 8.0.1  | 2.4.46 | 10.4.17 | 8.0.1  |
| 8.0.2  | 2.4.46 | 10.4.17 | 8.0.2  |
| 8.0.3  | 2.4.46 | 10.4.18 | 8.0.3  |
| 8.0.5  | 2.4.47 | 10.4.18 | 8.0.5  |
| 8.0.6  | 2.4.47 | 10.4.19 | 8.0.6  |
| 8.0.7  | 2.4.48 | 10.4.19 | 8.0.7  |
| 8.0.8  | 2.4.48 | 10.4.20 | 8.0.8  |
| 8.0.9  | 2.4.48 | 10.4.20 | 8.0.9  |
| 8.0.10 | 2.4.48 | 10.4.21 | 8.0.10 |
| 8.0.11 | 2.4.51 | 10.4.21 | 8.0.11 |
| 8.0.12 | 2.4.51 | 10.4.21 | 8.0.12 |
| 8.0.13 | 2.4.51 | 10.4.22 | 8.0.13 |
| 8.0.14 | 2.4.52 | 10.4.22 | 8.0.14 |
| 8.0.15 | 2.4.52 | 10.4.22 | 8.0.15 |
| 8.0.17 | 2.4.52 | 10.4.24 | 8.0.17 |
| 8.0.18 | 2.4.53 | 10.4.24 | 8.0.18 |
| 8.0.19 | 2.4.53 | 10.4.24 | 8.0.19 |
| 8.0.23 | 2.4.54 | 10.4.24 | 8.0.23 |
| 8.0.25 | 2.4.54 | 10.4.27 | 8.0.25 |
| 8.0.28 | 2.4.56 | 10.4.28 | 8.0.28 |
| 8.0.30 | 2.4.58 | 10.4.32 | 8.0.30 |
| 8.1.0  | 2.4.51 | 10.4.22 | 8.1.0  |
| 8.1.1  | 2.4.52 | 10.4.22 | 8.1.1  |
| 8.1.2  | 2.4.52 | 10.4.22 | 8.1.2  |
| 8.1.4  | 2.4.52 | 10.4.24 | 8.1.4  |
| 8.1.5  | 2.4.53 | 10.4.24 | 8.1.5  |
| 8.1.6  | 2.4.53 | 10.4.24 | 8.1.6  |
| 8.1.10 | 2.4.54 | 10.4.24 | 8.1.10 |
| 8.1.12 | 2.4.54 | 10.4.27 | 8.1.12 |
| 8.1.17 | 2.4.56 | 10.4.28 | 8.1.17 |
| 8.1.25 | 2.4.58 | 10.4.32 | 8.1.25 |
| 8.2.0  | 2.4.54 | 10.4.27 | 8.2.0  |
| 8.2.4  | 2.4.56 | 10.4.28 | 8.2.4  |
| 8.2.12 | 2.4.58 | 10.4.32 | 8.2.12 |